# Cabra de Mora
Cabra de Mora là một đô thị trong tỉnh Teruel, Aragon, Tây Ban Nha. Theo điều tra dân số 2004 (INE), đô thị này có dân số là 119 người.

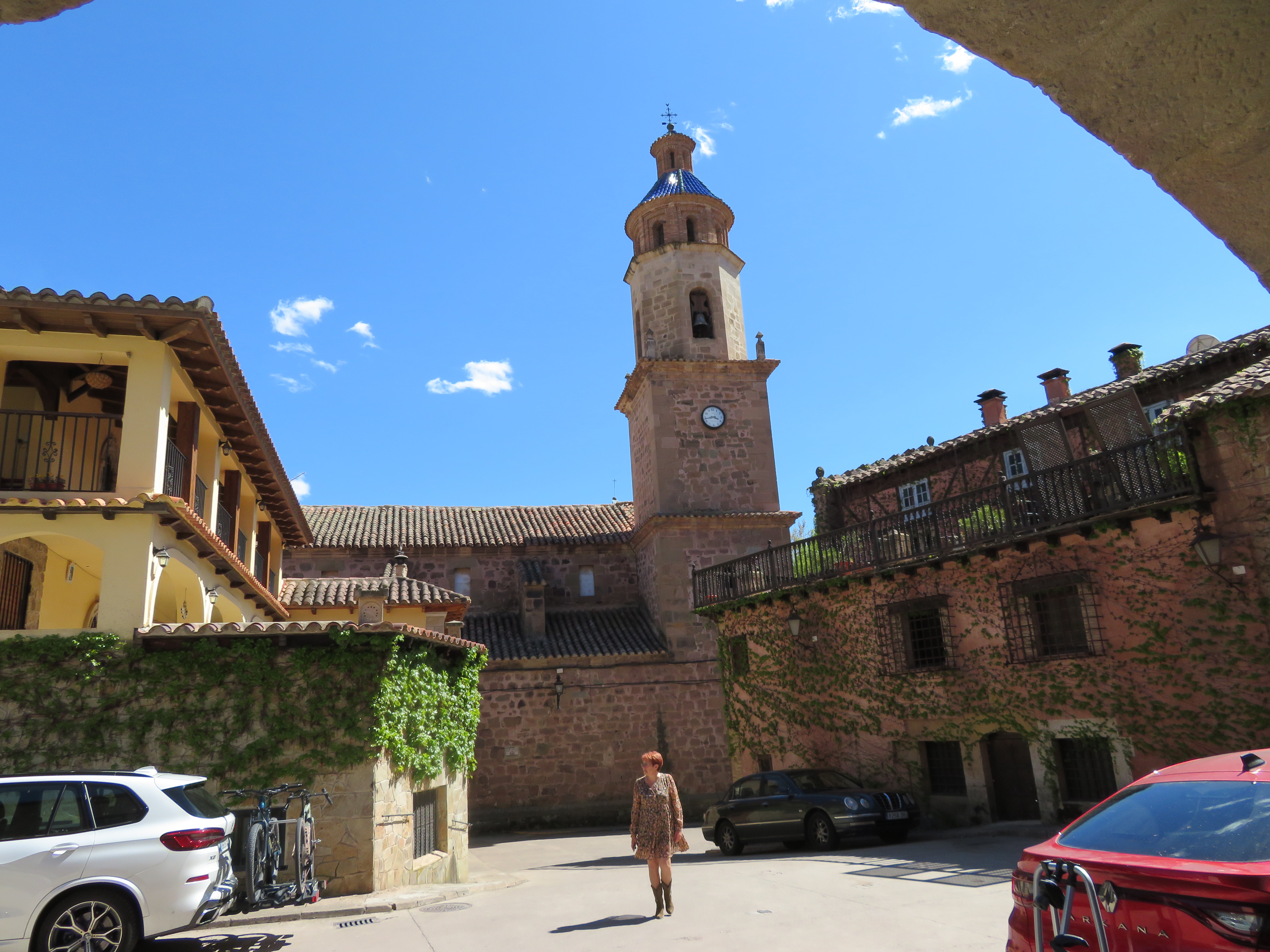
Cabra de Mora

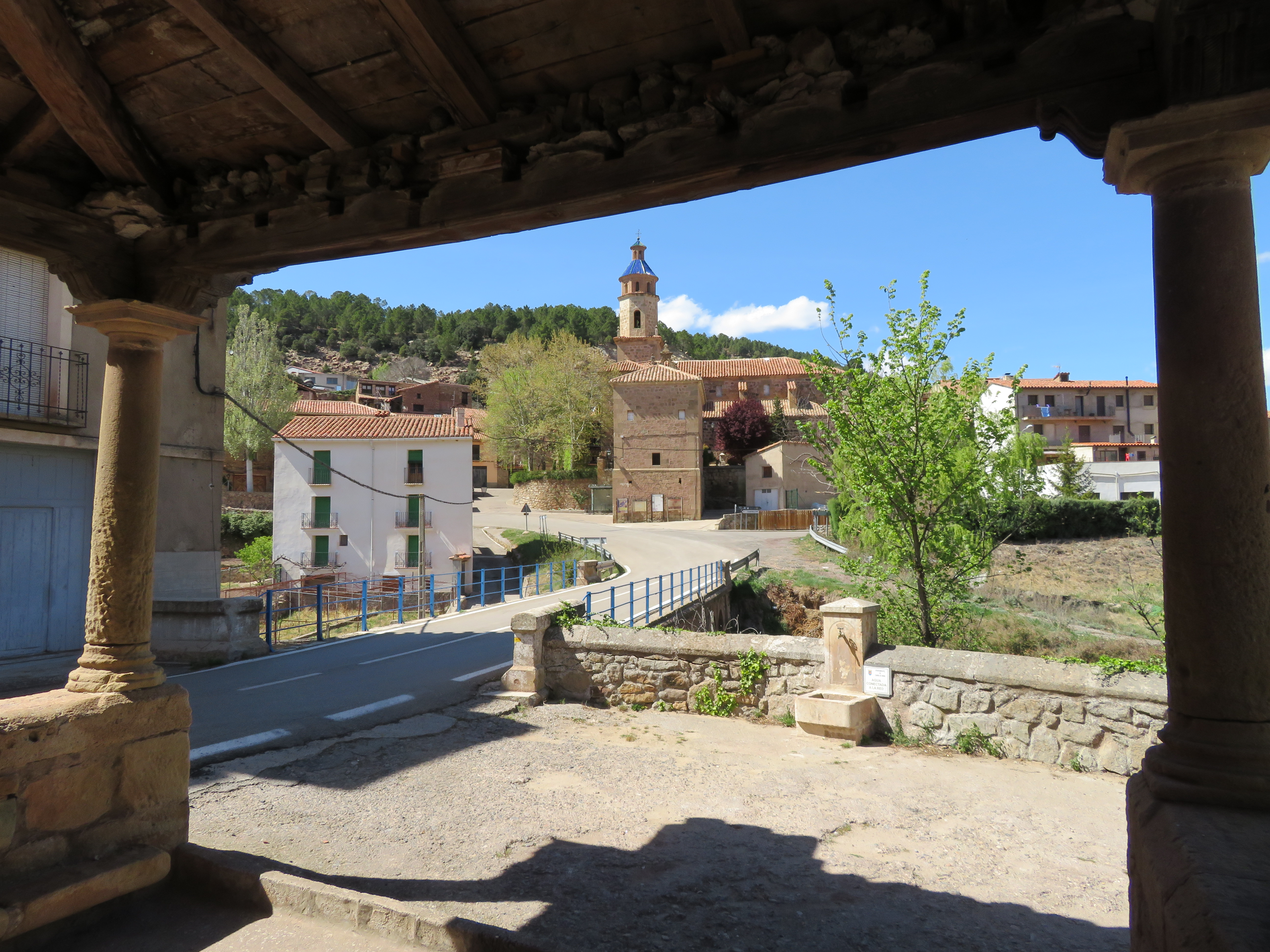
Cabra de Mora